# Renault Traktor HO
Renault Traktor HO war ein Traktormodell des Herstellers Renault Agriculture, der ehemaligen Traktorensparte des französischen Automobilherstellers Renault. Er wurde von 1920 bis 1926 gebaut und hatte eine Motorleistung von 15 kW (20 PS).